# Enrico Salvador
Enrico Salvador (Vittorio Veneto, 30 de novembre de 1994) és un ciclista italià, professional des del 2016 i actualment a l'equip Tirol Cycling Team.

## Palmarès
- 2012
  - Vencedor d'una etapa del Giro de Basilicata
- 2015
  - 1r al Memorial Daniele Tortoli
  - 1r a la Coppa Cicogna
- 2016
  - 1r al Tour de Berna
  - 1r al Trofeu Beato Bernardo
- 2019
  - 1r a la Volta a Sèrbia i vencedor de 2 etapes